# (16355) Buber
(16355) Buber ist ein Asteroid des Hauptgürtels, der am 29. Oktober 1975 vom deutschen Astronomen Freimut Börngen an der Thüringer Landessternwarte Tautenburg (IAU-Code 033) entdeckt wurde.
Der Asteroid wurde nach dem in Österreich geborenen jüdischen Religionsphilosophen Martin Buber (1878–1965) benannt.